# الحرية (جريدة موريتانية)
جريدة الحرية هي جريدة أسبوعية تصدر باللغة العربية في موريتانيا. مدير الصحيفة هو محمد نعمة عمر.

## الاعتقالات
في 12 حزيران 2008، اعتقلت الشرطة الموريتانية محمد نعمة عمر، رئيس تحرير صحيفة الحرية ، بعد أن نشر مقالًا عن النائب الحد وأنشطته في إسرائيل، حيث دافع عن القضية الفلسطينية. اُعتُقل عمر في المطار أثناء عودته من ليبيا حيث كان يرافق الرئيس الموريتاني حاملًا شارة صحفية معتمدة. اُحتُجز محمد نعمة عمر لمدة 30 ساعة، وبعد يومين وُجهت إليه تهمة التشهير والإهانة لشخصية عامة. وصُودر جواز سفره. وسُجن مرة أخرى اعتبارًا من 21 تموز.
في تموز 2008، اعتقلت الشرطة الموريتانية أيضًا محمد ولد عبد اللطيف، رئيس تحرير جريدة الحرية، واحتجزته في اليوم الذي نشر فيه مقالًا عن الفساد والرشاوى التي جمعها قضاة المحكمة العليا. ونصت مقالته على أن هؤلاء القضاة حصلوا على 68.650 يورو لإطلاق سراح رجل أعمال ورجل شرطة متهمين بالاتجار بالمخدرات وتدمير الاقتصاد الموريتاني.
في 6 آب 2008، دعا الاتحاد الدولي للصحفيين إلى إطلاق سراح الصحفيين. ولكن لا يُعرف مصيرهم للآن.

## روابط خارجية
- الموقع الرسمي